# 伊藤勝吉
伊藤 勝吉（いとう かつきち、1892年1月12日 - 1963年10月1日）は、日本の騎手・調教師（阪神競馬倶楽部、日本競馬会、国営競馬、日本中央競馬会）。鳥取県出身。息子に騎手・調教師の伊藤修司が、娘婿にプロ野球選手・競馬評論家の古川清蔵がいる。
　

## 生涯
1905年（明治38年）10月5日、14歳で見習騎手として青池良佐厩舎に弟子入りし、1907年の阪神競馬場での競走にコノハナという馬でデビューし、初騎乗初勝利を挙げた。しかし翌年には馬券発売が禁止となったため、1910年（明治42年）5月にロシアに渡り、ウラジオストクで5ヶ月間ほど騎乗した。その後帰国し、1911年（明治43年）には、阪神競馬場での3日間の開催で15勝を挙げる活躍ぶりを見せた。1912年（明治44年）には、20歳にして早くも青池から独立して厩舎を開業し、以後、有力馬主にも引き立てられ、騎手・調教師のそれぞれで活躍を続けた。
騎手としては、帝室御賞典を8勝する活躍を見せた他、数々の名馬に騎乗して勝利を重ねた。1929年（昭和4年）10月6日の阪神競馬では、3レース続けてレコード勝ちを収めるという記録も残している。また調教師としても多くの実力馬を管理し、クレオパトラトマスやテツザクラには、自ら騎乗して活躍した。競走馬の調教にあたっては鳴尾競馬場内の施設のほかに、自宅敷地内に建設した厩舎と馬場（1周約800メートル）を用いていた。
長年、騎手と調教師を兼務していたが、1938年に調騎分離制度が導入されたことにより、1942年に、35年間にわたる騎手を引退し調教師に専念した。
調教師専業になってからは、1949年の優駿競走（現在の東京優駿）をタチカゼで、オークスをオーカンやチトセホープで優勝するなどクラシック6勝を挙げた。また田中好雄、松田由太郎、清田十一、服部正利や杉村一馬など22人もの弟子を育てた。
関東の大調教師であった尾形藤吉とは、1927年（昭和2年）に尾形が阪神競馬場に遠征して、伊藤の持ち馬とマッチレースを行って以来の親友で、遠征の際にはお互いの厩舎に馬を預け、自身はお互いの家で寝泊りするなど親しい関係を続けた。また息子の修司を弟子入りさせたこともある。その一方で“東の尾形（藤吉）、西の伊藤（勝吉）”と言われるほどのライバル関係も持っており、尾形は、「長年の付き合いで一度も口論した事もないが、競馬では別であり、お互い手を抜くことなく勝負した。」と語っている。
なお、日本競馬史上唯一、管理馬の優駿競走（日本ダービー）の優勝時に東京競馬場以外の競馬場にいた調教師である（タチカゼ優勝時には京都競馬場にいた）。
1963年10月1日、高血圧による合併症のため、阪大付属病院にて死去。10月22日には、閣議において「永年業務に精励し、衆民の模範たるべき者」として、褒章条例による褒章として、遺族追賞の授与が決定し、11月2日に京都競馬場にて授与された。

## 成績
騎手成績（判明分）
756戦238勝（明治40年から昭和17年までの勝利数は700を超えると言われる）
調教師
3153戦666勝

## 調教師としての主な管理馬
- クレオパトラトマス
- カツフジ
- タチカゼ
- シラオキ
- テツザクラ
- ミスセフト
- ヤシマベル
- ツキワカ
- オーカン
- チトセホープ

## 一門の主な系譜
佐藤勇
｜新川恵
｜｜高井彰大
｜高橋成忠
｜｜難波剛健
｜西橋豊治
｜｜岩崎祐己
高橋直三
｜上田三千夫
｜｜安藤正敏
｜｜田所清広
田中好雄
｜領家政蔵
｜｜音無秀孝
｜｜清山宏明
｜｜武英智
松田由太郎
｜土肥幸広
｜松田幸春
鬼頭伊助
｜横山靖
服部正利
｜服部利之
｜田島信行
｜昆貢
｜｜小林慎一郎
清田十一
｜境直行
｜｜日高三代喜
｜｜石橋守
｜｜藤田伸二
｜｜小坂忠士
｜｜荻野要
｜柴田光陽
杉村一馬